# Hemeroplanis scopelopes
Hemeroplanis scopelopes là một loài bướm đêm trong họ Erebidae.